# 小行星11795
小行星11795（11795 Fredrikbruhn）是一颗绕太阳运转的小行星，为主小行星带小行星。该小行星于1979年8月22日发现。

## 轨道参数
小行星11795的轨道半长轴为2.8703360 UA，离心率为0.122。